# Morning Phase
Morning Phase é o nono álbum de estúdio oficial e o décimo segundo global do artista  americano Beck, lançado em 25 de fevereiro de 2014 pela sua nova gravadora, a Capitol Records. De acordo com um comunicado a imprensa, Morning Phase é uma "companhia" para o álbum de 2002 Sea Change. Vários dos músicos que gravaram Sea Change voltaram para gravar Morning Phase.
Após o lançamento, o álbum foi aclamado pela crítica e foi indicado para cinco prêmios no Grammy Awards de 2015, vencendo três: Álbum do Ano, Melhor Engenharia de Som Não Clássico e Melhor Álbum de Rock. Chris Martin cantou "Heart Is A Drum" com Beck na cerimônia do Grammy.
As raízes do álbum são similares as do Sea Change, assim como o álbum de 1993 Golden Feelings e o de 1994 One Foot in the Grave. A maioria das críticas notaram a mudança no som e gênero sendo o mesmo que Sea Change.

## Antecedentes
O álbum anterior de Beck, Modern Guilt, foi lançado em 2008, e foi o último álbum lançado sob seu contrato com a Interscope Records. No intervalo entre lançamentos dos álbuns, Beck trabalhou em uma ampla variedade de projetos, incluindo o novo material de estúdio, a maioria inédita por vários anos. Em outubro de 2012, o baixista e freqüente colaborador Justin Meldal-Johnsen, comentou: ". eu estimaria que existem atualmente algo em torno de três ou quatro álbuns de material por aí", e o próprio Beck disse que "Eu não tinha certeza se eu estava indo lançar um disco ou se eu deveria lançar um disco. Parecia que eu estava parado, enquanto que todo o resto estava no fluxo."
Em 2012 e 2013, Beck começou a tocar ao vivo com mais regularidade do que nos anos seguintes a turnê de Modern Guilt. Este período também viu novo material original. O single "I Just Started Hating Some People Today/Blue Randy" foi lançado em 2012, e ele lançou "Defriended", "I Won't Be Long", e "Gimme"  em 2013. Todas esses três canções foram lançadas de forma independente como singles de 12 polegadas em seu próprio selo Fonograf. "I Won't Be Long" e "Gimme" eram supostamente de um projeto inacabado de 2009, descrito como sendo semelhante ao Odelay. De acordo com Beck, as músicas restantes deste projeto podem ser lançadas de forma similar.
Em junho de 2013, Beck anunciou o lançamento de dois novos álbuns para 2014, com um dos dois ser um álbum "acústico". O comunicado à imprensa para o álbum "acústico" (junto com a notícia de seu contrato com a Capitol Records) chegou em outubro de 2013, anunciando o título como Morning Phase e dando fevereiro como mês de lançamento. O outro álbum ainda inacabado seria planejado para um lançamento posterior. Na comparação entre a produção de Morning Phase com o seu álbum anterior, Beck afirmou que antes de gravar Modern Guilt em 2008, ele havia sofrido uma grave lesão na coluna, e que o processo de gravação de Modern Guilt era como "fazê-lo com ambas as mãos amarradas atrás das costas, doeu para cantar. Eu estou sussurrando em mais da metade desses vocais." Por outro lado, Beck disse que Morning Phase foi uma experiência muito mais gratificante: "Algumas das músicas do novo álbum - Eu grito e berro que eu estou tipo, 'Obrigado!' Eu tinha um monte de idéias e coisas que eu estava querendo fazer. Este último ano e meio, eu sinto que eu posso realmente fazê-las."

## Gravação
Em 2005, Beck começou a gravar material em Nashville para um novo álbum, mas se manteve incompleto por vários anos. Foi até que em 2012 ele voltou para continuar o projeto, desta vez a gravação foi na Third Man Records (que não existia na época de suas sessões anteriores). Duas canções desta nova sessão, "I Just Started Hating Some People Today" e "Blue Randy" foram lançadas nesse ano como um single da Third Man's Blue Series. Outras canções, como "Blackbird Chain", "Country Down" e "Waking Light" foram reservadas para o que se tornaria Morning Phase. No início de 2013, ele gravou uma grande parte do álbum em sua cidade natal Los Angeles em três dias, com os familiarizados músicos de estúdio e turnê: Justin Meldal-Johnsen, Joey Waronker, Roger Joseph Manning Jr., e Smokey Hormel. Nos próximos seis meses, Beck trabalhou com este material para o lançamento do álbum. Seu pai David Campbell contribuiu com os arranjos orquestrais para o álbum, como ele havia feito anteriormente para Sea Change, e a maioria dos outros álbuns de Beck.

## Singles
Em 20 de janeiro de 2014 o primeiro single do álbum "Blue Moon" foi lançado. Beck lançou o segundo single do álbum, "Waking Light", em 4 de fevereiro de 2014. "Say Goodbye" foi lançado como o terceiro single no Reino Unido em 5 de maio de 2014. "Heart Is A Drum", foi lançado para os Estados Unidos em 28 de julho de 2014 como o quarto single.

## Recepção
Antes de seu lançamento, Morning Phase foi colocado no número 2 na lista do Stereogum dos álbuns mais aguardados de 2014.
Após o seu lançamento, o álbum recebeu elogios da crítica de música. No Metacritic, que atribui uma classificação normalizada de 100 a opiniões de críticos convencionais, o álbum recebeu uma pontuação média de 81 (baseado em 46 avaliações), indicando "aclamação universal."
No Mojo, James McNair afirmou que "Morning Phase não é um álbum que obsequiosamente corteja sua aprovação [...] ele apenas consegue."  Andy Gill do The Independent escreveu que o álbum é "uma viagem profundamente gratificante, a tristeza temperada pelo calor e pela beleza das configurações, bem como a determinação suave da resolução. Por consequência, é um álbum muito melhor do que Sea Change, tão envolvente, mas mais sábio e menos indulgente chafurdando." De acordo com Reef Younis da revista Clash, Morning Phase tem um "leve tom melancólico," e "há muita coisa para amar." Iann Robinson do CraveOnline avaliou o álbum 09/10, chamando-o de "sucessor orgulhoso de Sea Change" e "lento golpe de gênio ", e observando que é um dos melhores trabalhos de Beck em anos.

### Performance comercial
Morning Phase estreou na terceira posição no Billboard 200, vendendo mais de 87,000 cópias na primeira semana, e se tornando o segundo melhor desempenho de Beck nos Estados Unidos, depois de Guero (2005). O álbum também alcançou o top 10 no Reino Unido, Canada, Dinamarca, Suiça, Holanda, Australia e Nova Zelândia.
Até Fevereiro de 2015, Morning Phase vendeu 300,000 cópias nos Estados Unidos.

## Faixas
Todas as faixas escritas e compostas por Beck Hansen. 
| N.º            | Título            | Duração |  |
| 1.             | "Waking Light"    | 0:40    |  |
| 2.             | "Morning"         | 5:22    |  |
| 3.             | "Heart Is A Drum" | 4:31    |  |
| 4.             | "Say Goodbye"     | 3:29    |  |
| 5.             | "Blue Moon"       | 4:00    |  |
| 6.             | "Unforgiven"      | 4:34    |  |
| 7.             | "Wave"            | 3:45    |  |
| 8.             | "Don't Let It Go" | 3:08    |  |
| 9.             | "Blackbird Chain" | 4:26    |  |
| 10.            | "Phase"           | 1:12    |  |
| 11.            | "Turn Away"       | 3:05    |  |
| 12.            | "Country Down"    | 4:00    |  |
| 13.            | "Waking Light"    | 5:00    |  |
| Duração total: | Duração total:    | 47:12   |  |